# Talsperre Valdecañas
Die Talsperre Valdecañas (spanisch Embalse de Valdecañas) staut den Río Tajo etwa auf halber Strecke seines Verlaufs im Osten der Provinz Cáceres in der spanischen Region Extremadura. Sie wurde im Jahr 1964 fertiggestellt und dient der Flussregulierung und der Energieerzeugung.

## Daten und Lage
Der ca. 315 m hoch gelegene Stausee hat eine Oberfläche von maximal 7.300 Hektar und ein maximales Fassungsvermögen von 1446 Millionen Kubikmetern und ist umgeben von den Bergen der Montes de Toledo. Die Staumauer verbindet die Gemeinden (municipios) Belvís de Monroy und Valdecañas de Tajo.

## Sehenswürdigkeiten
Die Ruinen der Römerstadt Augustobriga wurden beim Bau der Talsperre überflutet; lediglich die Reste eines Portikus und drei Säulenstümpfe wurden auf ein höheres Niveau versetzt.
Ebenso befindet sich im Stausee ein Megalith-Bauwerk, der Dolmen von Guadalperal, das allerdings nur bei extrem niedrigem Wasserstand zugänglich ist.

## Marina Isla de Valdecañas
Auf der Insel Isla de Valdecañas an der Nordostecke des Stausees wurde ab 2007 bis 2011 mit Billigung der Regionalbehörden illegal eine Ferienanlage errichtet, obwohl das Gebiet als Europäisches Vogelschutzgebiet im Schutzgebietsnetzwerk Natura 2000 ausgewiesen ist. Die Ferienanlage umfasst ein Luxushotel, ein Kongresszentrum, einen 18-Loch-Golfplatz, 186 Ferienhäuser plus 380 vorbereitete und baufertige Ferienhausgrundstücke, einen künstlichen Strand, einen Yachthafen, Sportplätze und andere Einrichtungen, wobei ein Teil nicht fertiggestellt wurde. Die Umweltschutzverein Ecologistas en Acción (Umweltschützer in Aktion) klagte 14 Jahre lang gegen das Projekt. Das Obergericht der Extremadura (Tribunal Superior de Justicia de Extremadura) entschied im Juli 2020 auf einen Teilabriss. Das spanische Oberste Gericht (Tribunal Supremo) in Madrid urteilte im Februar 2022, dass die gesamte Anlage abzureißen sei. Der Abriss soll mindestens 34 Millionen Euro kosten. Dazu kommen finanziellen Entschädigungen in geschätzter Höhe von 111 Millionen Euro.
Der Spiegel sah im Urteil einen Paradigmenwechsel, da Investoren in Spanien vorher immer darauf vertrauen konnten, dass die Politik jedes auch noch so umstrittene Projekt letztlich doch durchsetzte und genehmigte. 2007 begann die aus Madrid zugezogene Paca Blanco mit den Umweltschutzvereinen Ecologistas en Acción und Adenex den Kampf gegen das Projekt. Neben Klagen führte man Demonstrationen durch. Blanco wurde angefeindet und ihr Haus und Auto beschädigt. Das Obergericht der Extremadura entschied im März 2011, dass es kein öffentliches Interesse an der Anlage gebe, wie die örtliche Politik behauptet hatte, und verfügte den Abriss. Blanco zog wegen der Anfeindungen im selben Jahr zurück nach Madrid. Die Regierung der Extremadura hingegen bescheinigte die Legalität des Projektes und änderte rückwirkend ein Gesetz, so dass nun der Bau in Schutzgebieten zugelassen sein sollte. Eine Umweltprüfung des Bauherrn hatte dem Projekt die Unbedenklichkeit bescheinigt. Die Generaldirektion Umwelt der EU-Kommission bewertete diese Umweltprüfung aber als zu oberflächlich. 2019 kam ein Umweltgutachten zu dem Schluss, dass der Betrieb der Anlage zehnmal schädlicher sei als der Abriss. Die Projektbaufirma ging schon 2014 in die Insolvenz, nachdem ein Gerichtsurteil festgelegt hatte, dass die Firma den Villenkäufern eine Rückkaufgarantie für den Fall des Abrisses geben musste. Die Regierung der Extremadura hat das Abrissurteil vor dem Verfassungsgericht in Madrid (Tribunal Constitucional) angefochten und will notfalls vor den Europäischen Gerichtshof in Luxemburg ziehen. Im Herbst 2022 nahm das Verfassungsgericht die Beschwerde der Landesregierung und der Grundstückseigentümer an. Im März 2023 war der Rechtsweg vor dem Obersten Gericht erschöpft, das die Abrissverfügung bekräftigte. Gleichzeitig versuchte die Regierung erneut, das Urteil durch Gesetzesänderungen zu umgehen, indem Teile des Vogelschutzgebietes neu klassifiziert werden sollten. Im Juni 2023 verfügte das Verfassungsgericht den vorläufigen Stopp der Abrisse, verpflichtete die Regierung im September desselben Jahres jedoch zum Abriss des Hotels und der unbewohnten und unfertigen Ferienhäuser, während für die bereits bewohnten Häuser ein Bestandsschutz geprüft wird.